# KNLA-LP
KNLA-LP é uma emissora de televisão americana com sede em Los Angeles, Califórnia. É um canal de língua espanhola independente e opera no canal 27 UHF analógico.